# Ruth Etting

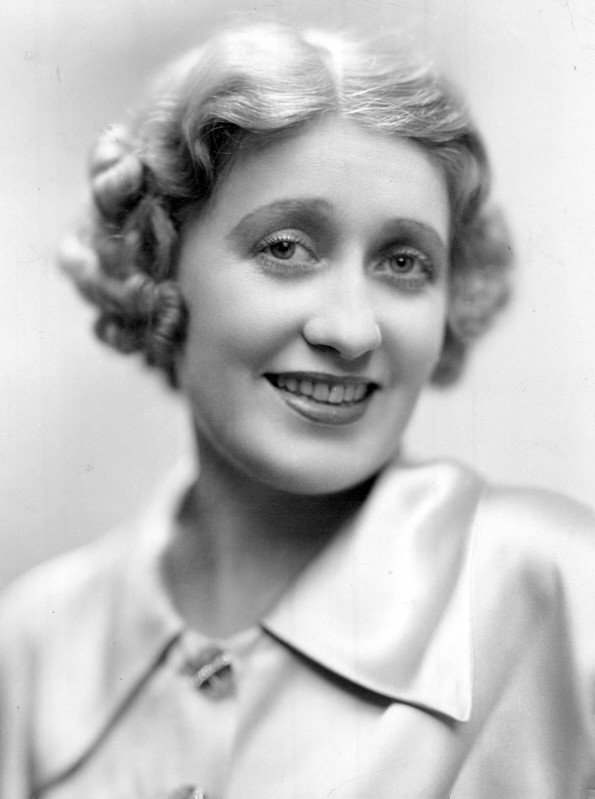
Ruth Etting (1935)

Ruth Louise Etting (* 23. November 1896 in David City, Butler County, Nebraska; † 24. September 1978 in Colorado Springs, Colorado) war eine US-amerikanische Sängerin und Film- und Theaterschauspielerin.

## Leben

### Werdegang
Ruth Etting war das einzige Kind des Bankangestellten Alfred Herman Etting und dessen Frau Winifred, geb. Kleinhan. Sie kam 1913, im Alter von erst 17 Jahren, nach Chicago (Illinois), wo sie sich an einer Kunstschule einschrieb, und Kostümdesign studierte. Sie fand danach Arbeit in einem Nachtclub, dem Marigold Gardens, und entwarf dort die Kostüme der Tänzerinnen. Ihr Talent, das Singen, konnte sie auch von Zeit zu Zeit unter Beweis stellen, wenn der Tenor nicht anwesend war. Bereits 1918 war sie der Star des Clubs und lernte auf diesem Weg Martin Snyder kennen, einen Angehörigen der Mafia von Chicago. Sie heirateten im Juli 1922. In den kommenden Jahren avancierte Snyder rasch zu Ettings Manager, der ihr dank seines Einflusses zunächst in Radioshows half, ihr Gesangstalent unter Beweis zu stellen.

### Karriere
1926 gelang es ihr einen Vertrag mit Columbia Records zu bekommen, der es ihr ermöglichte auch landesweit bekannt zu werden. Insgesamt nahm sie über 60 Songs auf, die zu einem großen Teil (wie etwa Mean to Me 1929) in die Charts kamen. Rasch erhielt sie den Spitznamen Sweetheart of Columbia Records.
1927 zog sie nach New York City, wo ihr Irving Berlin ab August 1927 ein Engagement bei den Ziegfeld Follies am Broadway ermöglichte. Im Theaterstück Ziegfeld Follies of 1927 stand sie bis Januar 1928 167-mal auf der Bühne. Ebenfalls von Erfolg gekrönt war das Musical Whoopee!, in dem Etting zwischen Dezember 1928 und November 1929 407-mal auftrat.
Im Jahr 1929 feierte Etting auch im Film Blue Songs ihr Debüt als Filmschauspielerin. In den 30 Filmen, die sie bis 1936 drehte, verkörperte sie meist die Hauptrolle. In Broadway’s Like That, stand sie 1930 als Verlobte von Humphrey Bogart vor der Kamera. In der Filmkomödie Hips, Hips, Hooray! spielte Ruth Etting 1934 einen Charakter, der Ruth Etting hieß.

### Ende der Karriere
Ruth Etting zählte zu jenen Schauspielerinnen, deren Privatleben das Ende ihrer Karriere bestimmte. Im November 1937 ließ sie sich von Martin Snyder scheiden, wohl auch deshalb, da sie sich in ihren Pianisten Myrl Alderman verliebt hatte. Snyder sann auf Rache, entführte 1938 Alderman, und verletzte diesen durch einen Schuss schwer. Alderman überlebte und heiratete Ruth Etting im Dezember 1938.
Als die Öffentlichkeit durch den Prozess gegen Snyder erfuhr, wen Etting da einst geheiratet hatte, endete das Interesse der Filmproduzenten an der Schauspielerin abrupt. Snyder wurde zwar verurteilt, doch nach einem Berufungsverfahren nach einem Jahr Haft wieder aus dem Gefängnis entlassen.
Ruth Etting und Myrl Alderman führten eine knapp 28 Jahre dauernde Ehe, die mit Aldermans Tod, im November 1966, endete. In all diesen Jahren gelang es Etting nur kurz beruflich wieder Fuß zu fassen, als sie 1947 eine eigene Radiosendung bekam.
Ruth Etting starb im Alter von 81 Jahren in Colorado.

## Verfilmung
Bereits 1955 wurde Ettings Leben unter dem Titel Tyrannische Liebe (Love Me or Leave Me) verfilmt. In den Hauptrollen waren Doris Day als Ruth Etting und James Cagney als Martin Snyder zu sehen. Der Film wurde 1956 mit dem Oscar in der Kategorie „Beste Originalgeschichte“ ausgezeichnet und war für fünf weitere Academy Awards nominiert – darunter James Cagney in der Kategorie „Beste Nebenrolle“.

## Filmografie (Auswahl)
- 1929: The Book of Lovers (Kurzfilm)
- 1929: Broadway’s Like That (Kurzfilm)
- 1933: Mr. Broadway
- 1933: Roman Scandals
- 1934: Hips, Hips, Hooray!
- 1934: Gift of Gab
- 1936: Sleepy Time (Kurzfilm)